# C/1863 G2 Respighi
La cometa C/1863 G2 Respighi è una cometa non periodica scoperta il 12 aprile 1863 da Bologna dall'astronomo italiano Lorenzo Respighi.